# Chiras
Chiras är en ort i Afghanistan. Den ligger i provinsen Sar-e Pol och distriktet Kohistanat, i den norra delen av landet, 300 kilometer väster om huvudstaden Kabul. Chiras ligger 2 691 meter över havet och antalet invånare är 12 779.